# Зелений Гай (Херсонський район)
Зелений Гай — село в Україні, у Чорнобаївській сільській громаді Херсонського району Херсонської області. Населення становить 145 осіб.

## Історія
Село постраждало від Голодомору, проведеного радянським урядом у 1932-1933 роках. Згідно з мартирологом Національної книги пам'яті України, складеного на основі даних Книги актів реєстрації цивільного стану, загинуло 4 особи.

## Населення
Згідно з переписом УРСР 1989 року чисельність наявного населення села становила 177 осіб, з яких 83 чоловіки та 94 жінки.
За переписом населення України 2001 року в селі мешкало 145 осіб.

### Мовний склад
Рідна мова населення за даними перепису 2001 року:
| Мова       | Чисельність, осіб | Доля     |
| ---------- | ----------------- | -------- |
| Українська | 134               | 92,41 %  |
| Молдовська | 6                 | 4,14 %   |
| Російська  | 4                 | 2,76 %   |
| Інше       | 1                 | 0,69 %   |
| Разом      | 145               | 100,00 % |